# Powelliphanta gilliesi
Powelliphanta gilliesi är en snäckart som först beskrevs av E.A. Smith 1880.  Powelliphanta gilliesi ingår i släktet Powelliphanta och familjen Rhytididae. Inga underarter finns listade i Catalogue of Life.